# Zwientje tikken
Zwientie tikken (właśc. zwijntje tikken, Język dolnoniemiecki zwientie tikken, hol. klepanie świnki) – staroholenderska gra uprawiana głównie na wschodzie Holandii (prowincja Overijssel).

## Przebieg i cel gry
Przebieg gry jest prosty: głęboka dziura jest wypełniana dużą ilością błota, piór i innych odpadków. Uczestnikom (żadne reguły nie określają ich ilości) zawiązuje się oczy, po czym muszą oni wpełznąć do dziury. Następnie do dziury wpuszcza się świnię, a zadaniem uczestników jest jej klepnięcie podczas kąpieli w błocie i piórach. Uczestnik, który jako pierwszy klepnie świnię jest ogłaszany zwycięzcą.
Grę uprawia się przede wszystkim na wschodzie kraju, gdzie organizuje się prawdziwe mistrzostwa (Open Nederlands kampioenschap zwientie tikk'n in Luttenberg). Zabawa zawsze jest dużym widowiskiem, zaprasza się nawet jedną z prowincjonalnych stacji telewizyjnych. Gra jest organizowana corocznie m.in. podczas jarmarku w wiosce Luttenberg.
Niektórzy aktywni obrońcy praw zwierząt uważają zabawę "zwientie tikken" za krzywdzącą zwierzęta, gdyż biorąca udział w grze świnia jest sprowadzana do roli obiektu (zabawki).